# Solen sicarius
Solen sicarius är en musselart som beskrevs av Gould 1850. Solen sicarius ingår i släktet Solen och familjen Solenidae. Inga underarter finns listade i Catalogue of Life.